# Ogólnopolski Festiwal o Puchar Czarnych Diamentów

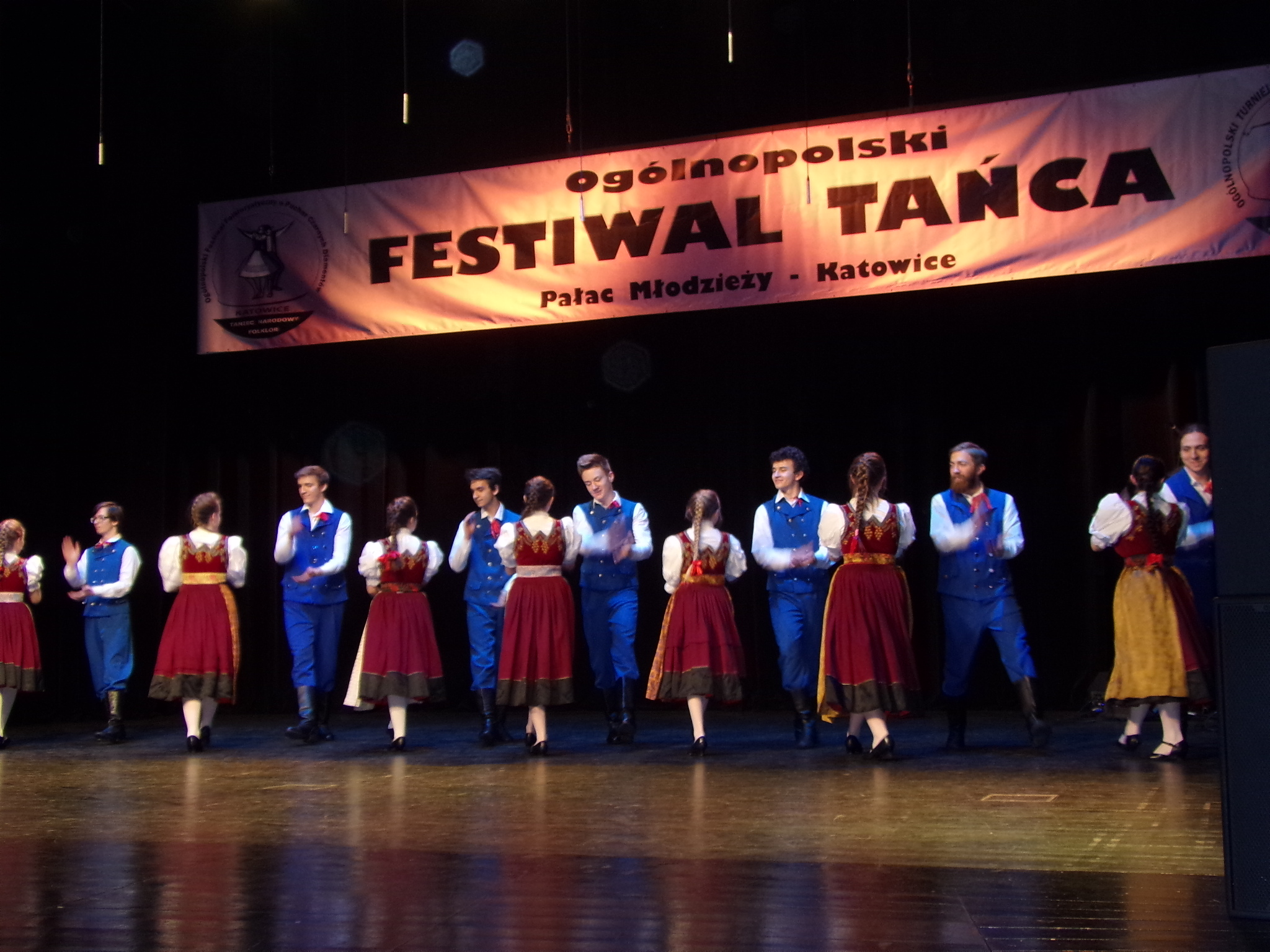
Organizator Ogólnopolskiego Festiwalu o Puchar Czarnych Diamentów – Zespół Folklorystyczny „Ślązaczek” podczas tańców Cieszyńskich.

Ogólnopolski Festiwal o Puchar Czarnych Diamentów – festiwal folklorystyczny odbywający się w Katowicach od 2014 roku. Organizatorem jest Pałac Młodzieży w Katowicach oraz Stowarzyszenie Czasu Wolnego Dzieci i Młodzieży w Katowicach.
Festiwal ma charakter konkursu odbywającego się w dwóch kategoriach:
- I kategoria – FOLKLOR (amatorskie zespoły taneczne; dopuszcza się prezentację tańca narodowego)

- II kategoria – TAŃCE NARODOWE (uczniowie szkół gimnazjalnych i liceów)

## Cele
- Prezentacja dorobku artystycznego dziecięcych i młodzieżowych zespołów folklorystycznych.
- Upowszechnienie folkloru poszczególnych regionów kraju.
- Popularyzacja tańców narodowych (szczególnie poloneza) wśród uczniów śląskich szkół.
- Przybliżenie wiedzy o kulturze ludowej.
- Integracja amatorskich środowisk twórczych oraz wymiana doświadczeń artystycznych.

## Dotychczasowe edycje festiwalu
- I Ogólnopolski Festiwal o Puchar Czarnych Diamentów, 2015, 28 marca 2015[2]
- II Ogólnopolski Festiwal o Puchar Czarnych Diamentów, 2016, 16 kwietnia 2016[3]
- III Ogólnopolski Festiwal o Puchar Czarnych Diamentów, 2017, 8 kwietnia 2017[4]